# Surfer Rosa
Surfer Rosa ist das erste Studioalbum der US-amerikanischen Indie-Rock-Band Pixies. Es wurde am 21. März 1988 auf 4AD veröffentlicht.

## Stil und Nachwirkung
Surfer Rosa setzte einen Gegenpol zu den damals erfolgreichen Genres Glam Metal und Sleaze Rock und inspirierte mit dem bodenständigen Auftreten der Band, dem damals neuartigen Laut-Leise-Wechsel zwischen Strophe und Refrain sowie Black Francis’ eigenwilligem Gesang zahlreiche andere Musiker. Ein weiteres besonderes Merkmal ist die Kürze der Titel von teilweise unter zwei Minuten und der von Steve Albini produzierte „Schlagzeugsound, der in seiner Wucht bis heute Maßstäbe setzt“. Der Musikexpress nannte die Band daher „die einflussreichste Rockband ihrer Generation“.
Kurt Cobain, Sänger und Gitarrist von Nirvana, sagte in Bezug auf das 1991 erschienene Nirvana-Album Nevermind: „Im Grunde habe ich nur versucht, die Pixies nachzuahmen.“ Auch andere erfolgreiche Indie-Rock-Bands der 1990er (Pavement, Radiohead) und 2000er Jahre (Arcade Fire, The Strokes, The White Stripes) lehnten sich an die Pixies an und nannten sie als wichtigen Einfluss.
In einer Liste der besten Alben der 1980er Jahre von Pitchfork Media taucht das Album auf Platz 7 auf, in einer ähnlichen Liste des Musikexpress auf Platz 2. In der deutschen Ausgabe der 500 besten Alben aller Zeiten laut Rolling Stone landet das Album auf Platz 59. Es ist zudem Teil des Buches 1001 Albums You Must Hear Before You Die. In der Liste der 150 Alben für die Ewigkeit des Visions-Magazins liegt es auf Platz 75.
Die Band selbst bezeichnete Hüsker Dü, Peter, Paul and Mary, Rush, Jimi Hendrix, The Velvet Underground und The Beach Boys als Interpreten, von denen sie maßgeblich beeinflusst wurden.

## Verwendung und Coverversionen
Where Is My Mind? wurde einem breiteren Publikum durch die Verwendung in David Finchers Film Fight Club bekannt. David Bowie coverte das Lied Cactus, M.I.A. samplete Where Is My Mind? in ihrem Lied 20 Dollar.

## Titelliste
1. Bone Machine – 3:02
2. Break My Body – 2:05
3. Something Against You – 1:47
4. Broken Face – 1:30
5. Gigantic (Francis/Kim Deal) – 3:45
6. River Euphrates – 2:33
7. Where Is My Mind? – 3:53
8. Cactus – 2:16
9. Tony’s Theme – 1:52
10. Oh My Golly! – 1:48
11. Vamos – 4:18
12. I’m Amazed – 1:42
13. Brick Is Red – 2:00

Bis auf Gigantic sind alle Lieder von Black Francis geschrieben.

## Kommerzieller Erfolg
Das Album schaffte es nicht in die Albumcharts, erreichte aber später Goldstatus in den USA.
Auszeichnungen für Musikverkäufe

| Land/Region                  | Auszeichnungen für Musikverkäufe (Land/Region, Auszeichnung, Verkäufe) | Verkäufe |
| ---------------------------- | ---------------------------------------------------------------------- | -------- |
| Kanada (MC)                  | Gold                                                                   | 50.000   |
| Neuseeland (RMNZ)            | Gold                                                                   | 7.500    |
| Vereinigte Staaten (RIAA)    | Gold                                                                   | 500.000  |
| Vereinigtes Königreich (BPI) | Gold                                                                   | 100.000  |
| Insgesamt                    | 3× Gold · 1× Platin ·                                                  | 657.500  |